# جوناتان روميرو
جوناتان روميرو (بالإسبانية: Jonatan Romero)‏ (مواليد 14 ديسمبر 1986) هو ملاكم كولومبي، مثّل بلاده في الألعاب الأولمبية الصيفية 2008.

## روابط خارجية
جوناتان روميرو على موقع بوكس ريك (الإنجليزية) (registration required)
- جوناتان روميرو على موقع أوليمبيديا (الإنجليزية)